# Họ Thạch sam
Họ Thạch sam (danh pháp khoa học: Huperziaceae) là một trong hai họ đôi khi được công nhận trong bộ Thạch tùng (Lycopodiales). Họ này bao gồm 2-3 chi còn loài sinh tồn:
- Huperzia (thạch sam ôn đới); 10-15 loài; sống trên mặt đất.
- Phlegmariurus (thạch sam nhiệt đới); khoảng 300-400 loài; thường được gộp vào chi Huperzia; chủ yếu là biểu sinh.
- Phylloglossum (thạch tùng lùn); 1 loài; trước đây được coi là họ hàng xa của Huperzia. Đây là loài thực vật trông như cỏ, sống trên mặt đất với các lá cơ sở, dài 2–5 cm, dày thịt. Danh pháp của loài này là Phylloglossum drummondii.

Trong một số phân loại, các chi của họ Huperziaceae được gộp trong họ Lycopodiaceae với các loài của chi Huperzia nằm trong chi Lycopodium và hiện nay vẫn chưa có sự đồng thuận về việc Huperziaceae nên coi là một họ riêng biệt hay không. Các loài thực vật trong nhóm này khác biệt với các loài của họ Lycopodiaceae nghĩa hẹp (sensu stricto) ở chỗ chúng có thân cây mọc thẳng mà không bò hay leo; và các cấu trúc chứa bào tử của nó sinh ra ở các nách lá của các lá không bị biến đổi, không giống như ở thạch tùng với cấu trúc mang bào tử dạng chùy ở đỉnh thân cây.